# 木村仲久
木村 仲久（きむら なかひさ、1938年11月26日 - 1999年3月29日）は、日本の写真家。地方公務員。全日本写真連盟や二科会にて活動した。写真集団影法師、写真集団山月会影法師を創立。写真集「静岡の民家」で林忠彦賞受賞。長年撮り続けた富士山の写真集「富士秀景」は静岡県の作品として国外の要人への贈呈品とされている。

## 来歴
1938年（昭和13年）、静岡県志太郡大井川町（現・焼津市）に生まれる。1957年（昭和32年）、静岡県立静岡高等学校卒業。日本大学に進学し、旧工学部（現日本大学理工学部）の土木工学科で学んだ。卒業後は静岡県庁に入庁した。
静岡県の職員として勤務する傍ら、アマチュア写真家として全日本写真連盟や二科会で活動した。1971年（昭和46年）、写真家のグループとして「影法師」を創立し、主宰者となった。また、1996年（平成8年）には「写真集団山月会」を発足させており、影法師は「写真集団山月会影法師」となった。静岡県の写真界で指導的な役割を担った。写真集「静岡の民家」で林忠彦賞受賞。アサヒカメラへの掲載も多く、大竹省二、秋山庄太郎との親交も深かった。1999年（平成11年）、肝臓癌のため60歳で死去。写真集団山月会影法師は、中村明弘が第2代主宰となった。

## 作品
1989年（平成元年）頃、静岡県の職務として歴史的な建築物や街並みを撮影することになり、静岡県内の民家や神社仏閣など100か所を回った。その際に心ひかれた民家を厳選し、1993年（平成5年）に『静岡の民家――木村仲久写真集』として上梓した。同書には、安直楼、正雪紺屋、黒田家代官屋敷、加茂荘など、計34か所の作品が収録されている。これらの作品は、優れた記録性だけでなく、歴史の重みを再現するカメラアイが特徴である。格調高く端正な構成で、人の暮らしとの関わり合いから重厚な佇まいが表現されており、単なる建築写真ではないと評価された。その結果、1994年（平成6年）に林忠彦賞が授与されることになり、受賞作は周南市美術博物館に収蔵されている。
また、長年にわたって富士山を撮影し続け、作品をまとめた写真集として『富士秀景』を上梓した。同書は静岡県の写真集として、国外からの要人に対する県の贈呈品として選ばれている。1998年（平成10年）4月、日ロ首脳会談のため静岡県伊東市を訪れたボリス・エリツィンにも贈呈された。

## 著作

### 単著
- 木村仲久著『花と海の里』くもん出版、1984年。ISBN 4875762062
- 木村仲久著『富士秀景』くもん出版、1989年。ISBN 4875764545
- 木村仲久著『静岡の民家――木村仲久写真集』静岡新聞社、1993年。ISBN 4783809186
- 木村仲久著『稲荷参道――木村仲久写真集』光村印刷、1997年。ISBN 4896157524

### 共著
- 高倉清雄著・撮影『ブルーインパルスファイナル写真集』高倉清雄、1981年。全国書誌番号:88047968
- 浜田けい子作、木村仲久・北原教隆写真、由谷敏明絵『たんぽぽの花は野に山に――子どもにゆめをはこんだ〈劇団たんぽぽ〉と小百合葉子の40年』くもん出版、1985年。ISBN 4875762178

### 編纂
- 木村仲久編『静岡の四季』国書刊行会、1981年。NCID BA52266671

## 賞歴
- 1994年 - 第3回 林忠彦賞[6]。

## 家族・親族
- 娘：ウィリアムス浩子 - 歌手[10]。